# NGC 1401
NGC 1401 je galaksija u zviježđu Eridan.

## Vanjske poveznice
- SEDS: NGC 1401